# NGC 562
NGC 562 é uma galáxia espiral (Sc) localizada na direcção da constelação de Andromeda. Possui uma declinação de +48° 23' 13" e uma ascensão recta de 1 horas, 28 minutos e 29,3 segundos.
A galáxia NGC 562 foi descoberta em 30 de Novembro de 1885 por Lewis A. Swift.